# Orquestra do Conservatório Nacional de Lisboa
A Orquestra do Conservatório Nacional de Lisboa (OCNL) é uma orquestra escolar, composta por alunos do Conservatório Nacional de Lisboa, em especial pelos alunos de violino, violeta, violoncelo e contrabaixo do 5º grau em diante, cuja frequência aos ensaios e apresentações é obrigatória, contando as apresentações públicas para avaliação. É habitualmente dirigida pelo professor-maestro Rui Pinheiro.